# فاطیما بهارمست
فاطیما بهارمست (زاده ۱۰ تیر ۱۳۷۵) بازیگر سینما، تئاتر و تلویزیون اهل ایران است .

## زندگی‌
فاطیما بهارمست ۱۰ تیر ۱۳۷۵ در تهران زاده شد. وی اصالتاً اهل استان گیلان و شهر شلمان است. او تنها فرزند خانواده است و در سال ۱۳۸۲ در سن ۶ سالگی به‌طور اتفاقی استعدادش در عرصه اجرا کشف شد و به عنوان مجری برنامه‌های کودک تلویزیون فعالیت هنری خود را در سیمای کودک شبکه ۱ آغاز کرد. او با ۶ سال سن، کوچک‌ترین مجری و گوینده‌ای بود که صداوسیما به خود دید، در ادامهٔ راه هنری خود در فیلم‌ها و سریال‌های تلویزیونی نقش آفرینی کرد.
او در سال ۱۳۸۵ لقب مشهورترین کودک ایران را گرفت.
او دانش‌آموختهٔ رشته بازیگری تئاتر از دانشکدهٔ هنرهای زیبای دانشگاه تهران در مقطع کارشناسی است.

## فیلم شناسی
او در کودکی برای آثار کارگردانانی چون ابراهیم حاتمی کیا، داریوش فرهنگ، بهرام بهرامیان بازی کرد.
بازی در سریال «از سرنوشت» در نقش «نغمه» شروع مجدد بازیگری او در سنین جوانی بود.

### مجموعه‌های تلویزیونی
| سال         | عنوان                | نقش   | کارگردان          | یادداشت         | منابع |
| ----------- | -------------------- | ----- | ----------------- | --------------- | ----- |
| ۱۳۸۳        | ماجراهای چموش و خموش | درسا  | شاهین باباپور     |                 |       |
| ۱۳۸۳        | راه شب               | ماهرخ | داریوش فرهنگ      | اپیزود شب مهتاب |       |
| ۱۳۸۵        | حلقه سبز             | فاطمه | ابراهیم حاتمی کیا |                 |       |
| ۱۳۸۶        | ساعت شنی             | گلاب  | بهرام بهرامیان    |                 |       |
| ۱۳۹۱        | بیدارباش             | -     | احمد کاوری        |                 |       |
| ۱۳۹۳        | آخرین بازی           | لیلا  | حسین سهیلی زاده   |                 |       |
| ۱۴۰۱ – ۱۳۹۸ | از سرنوشت            | نغمه  | علیرضا بذرافشان   | فصل ۲، ۳ و ۴    |       |
| ۱۴۰۱ – ۱۳۹۸ | از سرنوشت            | نغمه  | محمدرضا خردمندان  | فصل ۲، ۳ و ۴    |       |
| ۱۴۰۱        | شهباز                | مهری  | حمیدرضا لوافی     |                 |       |
| ۱۴۰۳        | یزدان                | تمنا  | منوچهر هادی       |                 | [ ۱ ] |

### سینما
فیلم سینمایی
| سال  | عنوان    | نقش   | کارگردان       |
| ---- | -------- | ----- | -------------- |
| ۱۳۹۱ | درخت سیب | مینو  | حمید مولوی     |
| ۱۳۹۲ | خسیس     | نرگس  | احمد کاوری     |
| ۱۳۹۶ | پری سا   | حنانه | محمدرضا رحمانی |

نمایش خانگی
| سال  | عنوان                   | کارگردان        |
| ---- | ----------------------- | --------------- |
| ۱۴۰۲ | پدرخوانده ۲             | سعید ابوطالب    |
| ۱۴۰۲ | زودیاک ۲                | محمدرضا رضاییان |
| ۱۴۰۴ | الکلاسیکو به روایت تسلا | حمیده نهاندست   |

فیلم کوتاه
| سال  | عنوان  | کارگردان    | یادداشت                                  |
| ---- | ------ | ----------- | ---------------------------------------- |
| ۱۳۹۷ | شهروند | مهدی مختاری | منتخب جشنواره بین‌المللی فیلم کوتاه تهران |

### تئاتر
| سال  | عنوان                                 | کارگردان     | سالن               |
| ---- | ------------------------------------- | ------------ | ------------------ |
| ۱۳۸۳ | تله تئاتر بابابرفی و خاله بهار        | نیما فلاح    |                    |
| ۱۳۹۴ | دیگه عاشق شدن فایده نداره             | روزبه حسینی  |                    |
| ۱۳۹۵ | در                                    | شهاب مهربان  |                    |
| ۱۳۹۶ | تلورانس، یک اپرای صابونی              | پویا سعیدی   | مرکز تئاتر مولوی   |
| ۱۳۹۶ | توارد                                 | علی نورانی   | مرکز تئاتر مولوی   |
| ۱۳۹۶ | رئال مادرید ۱۱ بارسلونا ۱             | مهدی شجاعی   | پردیس تئاتر شهرزاد |
| ۱۳۹۷ | راندوو                                | وحید منتظری  | مرکز تئاتر مولوی   |
| ۱۳۹۷ | حریق                                  | افروز فروزند | تماشاخانه ایرانشهر |
| ۱۳۹۸ | هر آنچه که دوست داری از دست خواهی داد | وحید منتظری  | تئاتر هامون        |
| ۱۴۰۱ | بوکسور                                | شهاب مهربان  | پردیس تئاتر شهرزاد |
| ۱۴۰۱ | سوم ماه می                            | سعید حسنلو   | تماشاخانه ایرانشهر |
| ۱۴۰۲ | حرفه ای                               | وحید منتظری  | تئاترشهر، چهارسو   |
| ۱۴۰۳ | روزهای بی باران                       | سعید برجعلی  | تئاترشهر، سایه     |
| ۱۴۰۳ | مزین السلطنه                          |              |                    |